# دی‌کلرواستامید
دی‌کلرواستامید (به انگلیسی: Dichloroacetamide) با فرمول شیمیایی C۲H۳Cl۲NO یک ترکیب شیمیایی با شناسه پاب‌کم ۱۲۶۹۴ است. که جرم مولی آن ۱۲۷٫۹۵۷۳۲ g/mol می‌باشد. 